# Laskar Point
Der Laskar Point (englisch; bulgarisch нос Ласкар nos Laskar) ist eine Landspitze im Südwesten der Felipe-Solo-Halbinsel an der Graham-Küste des Grahamlands auf der Antarktischen Halbinsel. Sie markiert 10,45 km nordöstlich des Vorweg Point und 2,65 km nordwestlich des Duyvis Point die nordwestliche Begrenzung der Einfahrt zur Urovene Cove, einer Nebenbucht der Barilari-Bucht.
Britische Wissenschaftler kartierten sie 1971. Die bulgarische Kommission für Antarktische Geographische Namen benannte sie 2013 nach der Ortschaft Laskar im Norden Bulgariens.